# Norialsus
Norialsus är ett släkte av insekter. Norialsus ingår i familjen kilstritar.

## Dottertaxa tillNorialsus, i alfabetisk ordning[1]
- Norialsus aberdeeni
- Norialsus astigmaticalis
- Norialsus atrifrons
- Norialsus caffer
- Norialsus capeneri
- Norialsus capicola
- Norialsus elandshoeki
- Norialsus elytropappi
- Norialsus fasciolata
- Norialsus ficksburgi
- Norialsus fouriensis
- Norialsus gonubica
- Norialsus inusitata
- Norialsus knysnana
- Norialsus letabensis
- Norialsus litoris
- Norialsus microptera
- Norialsus millari
- Norialsus montaguensis
- Norialsus notia
- Norialsus novemspinosa
- Norialsus nuwera
- Norialsus pietersburgi
- Norialsus praetener
- Norialsus pretoriae
- Norialsus pseudovarians
- Norialsus salsolarum
- Norialsus somersetti
- Norialsus spiniferens
- Norialsus transvaaliensis
- Norialsus variabilis
- Norialsus varians